# IC 1171
IC 1171 је појединачна звијезда у сазвјежђу Херкул која се налази на листи објеката дубоког неба у Индекс каталогу.
Деклинација објекта је + 17° 58' 44" а ректасцензија 16h 4m 51,9s.